# Coronapsylla jarvisi
Coronapsylla jarvisi är en loppart som först beskrevs av Rothschild 1908.  Coronapsylla jarvisi ingår i släktet Coronapsylla och familjen Stephanocircidae. Inga underarter finns listade i Catalogue of Life.